# ING (revistă)
Revista „ING” a fost o publicație a studenților din Institutul Politehnic București (azi Universitatea Politehnica din București), care a apărut din 1968 până în toamna lui 1990.
În perioada comunistă, revista era realizată de studenți, pro bono, și apărea, cu aproximație, de patru ori pe an. Era una din publicațiile "de institut" ale Bucureștiului, alături de Universitatea Comunistă a Universității din București, spre deosebire de publicații "de centru universitar" precum Convingeri comuniste din București sau Opinia studențească din Iași, care erau caracterizate prin mai multe apariții pe an și un conținut mai marcat ideologic, cel puțin în cazul revistelor din Capitală. "ING" avea doar primele două sau trei pagini (din opt, de regulă) ocupate de materiale comuniste, în timp ce restul sumarului era relativ liber, incluzând pagini de umor, reportaj, poezie sau investigații jurnalistice, precum aceea în care echipa redacției descoperea la una din cantinele studențești din Grozăvești un număr de porci proprietate personală a prorectorului Politehnicii.
"ING" era realizată pro bono de studenții politehniști, dar redacția era uneori recompensată material cu participarea la tabere de creație sau mici prime în bani. Apartenența la o redacție studențească putea constitui o rampă de lansare către eșaloanele superioare ale Asociației Studenților Comuniști, 
Din redacția "ING" au făcut parte diplomații Sorin Ducaru și Mihnea Constantinescu, Costin Borc, vicepremier în Guvernul Cioloș, Doru Lionăchescu, devenit ulterior bancher, Saviana Stănescu, poetă și dramaturgă stabilită în SUA și un număr de viitori jurnaliști, autori și oameni de comunicare precum Florin Dumitrescu, Călin Hera, Răzvan Mitroi sau Iulian Comănescu.
Până în decembrie 1989, revista a apărut sub egida Consiliului Asociațiilor Studenților Comuniști din Institutul Politehnic București, supervizată de responsabili comuniști ca Olimpia Clătici sau Costel Pătrășcoiu. După 1990, redacția în funcție a continuat timp de câteva luni apariția revistei pe cont propriu, dar revista și-a încetat activitatea în a doua jumătate a anului, din cauza managementului amatoristic și a dificultăților legate de orientarea anti-FSN a revistei.